# Pseudoceros susanae
Ver plat de Susan
Espèce
Pseudoceros susanae (en français, le Ver plat de Susan) est une espèce de vers plats polyclades marins du genre Pseudoceros et de la famille des Pseudocerotidae.

## Description

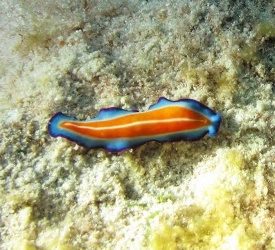
Pseudoceros susanae

Pseudoceros susanae est une espèce qui mesure de l'ordre de 31 mm de long et 20 mm de large
.
Le motif dorsal est bleu, avec une bande longitudinale orange séparée en deux par une fine bande blanche, et une bordure violet profond à rouge
,,. Le motif dorsal de fond, bleu clair à bleu ciel brillant, s'assombrit vers les bords. La ligne longitudinale médiane blanche qui sépare la bande longitudinale médiane orange prend naissance en avant des ocelles cérébraux et se termine en avant du bord postérieur. La bande marginale, étroite à large, est d'un violet profond qui peut apparaître rouge brillant sur les photographies. Une bande variable de blanc est présente entre les zones orange et bleue.
Le corps est allongé et ovale avec des pseudo-tentacules peu étendues. Les pseudo-tentacules sont de simples plis. Les ocelles cérébraux sont en forme de fer à cheval avec environ 40 yeux. Les yeux pseudo-tentaculaires dorsaux sont placés le long du bord antérieur en trois ou quatre rangées. Les yeux pseudo-tentaculaires ventraux sont regroupés en deux grappes. Le pharynx forme des plis complexes et la bouche est centrale. Un unique pore mâle est situé postérieurement au pharynx et les pores femelles sont postérieurs au pore mâle. La ventouse est petite et située à la moitié du corps.
Le canal déférent n'est pas ramifié. La vésicule séminale est oblongue. La prostate est ronde. Le stylet est étroit et pointu. L'antrum mâle est large.

## Écologie et comportement

### Alimentation
Pseudoceros susanae est carnivore. Il se nourrit probablement de zoïdes de tuniciers.

## Habitat et répartition

### Répartition
Cette espèce se rencontre dans la zone tropicale indo-pacifique. Elle est présente sur les côtes des Maldives, des Seychelles, de l'île Norfolk (Australie), de l'île de Komodo (Indonésie) et des Philippines.

### Habitat
Cette espèce affectionne les récifs coralliens.

## Systématique
Le nom valide complet (avec auteur) de ce taxon est Pseudoceros susanae Newman & Anderson, 1997.
En français, l'espèce peut être appelée Ver plat de Susan.

### Étymologie
Pseudoceros, du latin "pseudo" : faux et "ceros" : cornes. Cela évoque ses pseudo-tentacules, formés par les replis marginaux. Ils se situent sur le devant de l'animal et peuvent faire penser à des cornes.
susanae : Elle est nommée ainsi en 1997 par Charles Anderson et Leslie Newman, en l'honneur de Susan G. Butress, qui fut la première à avoir collecté cette espèce.

### Publication originale
1. 1 2 3 4 5 6 7 8  
(en) Leslie Newman et Charles Anderson, « A new species and new records of Pseudoceros (Turbellaria, Polycladida) from the Maldives », Journal of South Asian natural History, vol. 2, no 2,‎ 1997, p. 247-256